# Paul Greengrass

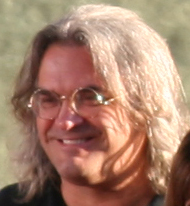
Paul Greengrass (2007)

Paul Greengrass CBE (* 13. August 1955 in Cheam, London Borough of Sutton, England) ist ein britischer Regisseur, Drehbuch- und Romanautor.
Zu seinen bekanntesten Arbeiten gehören die Filme Bloody Sunday, Flug 93 (über den United Airlines Flug, Nummer 93 am 11. September), Captain Phillips sowie der zweite, dritte und fünfte Teil der Bourne-Reihe, Die Bourne Verschwörung, Das Bourne Ultimatum und Jason Bourne.

## Werdegang
Greengrass studierte zunächst Anglistik an der Universität von Cambridge. Im Jahr 1978 begann er seine Karriere als Journalist und Regisseur des BBC-Programms „World in Action“. Zu seinen damaligen Arbeiten gehören unter anderem Dokumentationen über die irische Band U2 und über IRA-Gefangene, die er während eines Hungerstreiks interviewte. 1989 drehte er seinen ersten Kinofilm Resurrected. Der Film erhielt 1989 auf der Berlinale den Interfilm-Preis und den Preis der OCIC-Jury.
Als Buchautor trat Greengrass erstmals 1987 in Erscheinung. Er schrieb gemeinsam mit Peter Wright das Sachbuch Spycatcher über die Aufdeckung einer Spionageaffäre beim britischen Geheimdienst. Im Jahr 1988 veröffentlichte er mit dem Buch „The Enterprise“ einen Spionage-Thriller.
1998 entstand der Kinofilm Vom Fliegen und anderen Träumen mit Helena Bonham Carter und Kenneth Branagh in den Hauptrollen. Im Jahr 2002 folgte der vielfach ausgezeichnete Film Bloody Sunday, der sich mit den Geschehnissen um den sogenannten „Blutsonntag“ am 30. Januar 1972 in Nordirland befasst. Mit der Verfilmung Die Bourne Verschwörung gelang Greengrass im Jahr 2004 auch der internationale Durchbruch. Im Jahr 2007 folgte der Film Das Bourne Ultimatum. 2016 inszenierte er mit Jason Bourne eine weitere Fortsetzung der Reihe.
Sein Film Flug 93 (2006) wurde bei der Oscarverleihung 2007 am 25. Februar in der Kategorie Beste Regie nominiert, gewann aber nicht. Das Drama ist eine der ersten Hollywood-Produktionen, die sich mit einem Teil der Ereignisse bei den Anschlägen am 11. September 2001 beschäftigte.
Mit 22. Juli verfilmte Greengrass die Anschläge in Norwegen 2011.

## Filmografie (Auswahl)
- 1989: Resurrected
- 1993: When the Lies Run Out (Fernsehfilm)
- 1994: Unter Beschuss (Open Fire, Fernsehfilm)
- 1995: Kavanagh QC (Fernsehserie, eine Folge)
- 1996: Bravo Two Zero: Todeskommando Irak (The One That Got Away, Fernsehfilm)
- 1997: The Fix (Fernsehfilm)
- 1998: Vom Fliegen und anderen Träumen (The Theory of Flight)
- 2002: Bloody Sunday
- 2004: Die Bourne Verschwörung (The Bourne Supremacy)
- 2004: Omagh – Das Attentat (Omagh, Fernsehfilm, Produktion, Drehbuch)
- 2006: Flug 93 (United 93)
- 2007: Das Bourne Ultimatum (The Bourne Ultimatum)
- 2010: Green Zone
- 2013: Captain Phillips
- 2016: Jason Bourne
- 2018: 22. Juli (22 July)
- 2020: Neues aus der Welt (News of the World)

## Auszeichnungen
- Oscar-Nominierung für die beste Regie von Flug 93
- Sundance Film Festival 2002: Publikumspreis für Bloody Sunday
- San Sebastián International Film Festival 2004: Bestes Drehbuch und C.I.C.A.E. Award für Omagh
- Internationale Filmfestspiele Berlin 1989: Interfilm Award/Otto Dibelius Film Award sowie den OCIC Award für Resurrected
- Internationale Filmfestspiele Berlin 2002: Goldener Bär und Spezialpreis der Jury für Bloody Sunday
- British Academy Television Awards 2000: Bestes TV-Drama für The Murder of Stephen Lawrence
- British Academy Television Awards 2005: Bestes TV-Drama für Omagh
- Im Rahmen der Neujahresehrung 2022 wurde Greengrass von Königin Elisabeth II. zum Commander des Order of the British Empire ernannt.